# Villa Zeltner
La villa Zeltner est un bâtiment d'habitation situé à Besançon dans le département du Doubs.

## Histoire
La villa date des XIXe et XXe siècles avec les plans des architectes Paul Noë et Maurice Boutterin. La villa est construite en 1880 et remanié en 1922 et 1929, à la suite de l'acquisition du bâtiment par Léon Zeltner, un industriel local.
Une partie de la villa a été inscrite au titre des monuments historiques le 12 décembre 2016.

## Architecture
La villa est de plan allongé, avec jardin et pavillons.